# Bernhardskirche (Stuttgart-Rohracker)

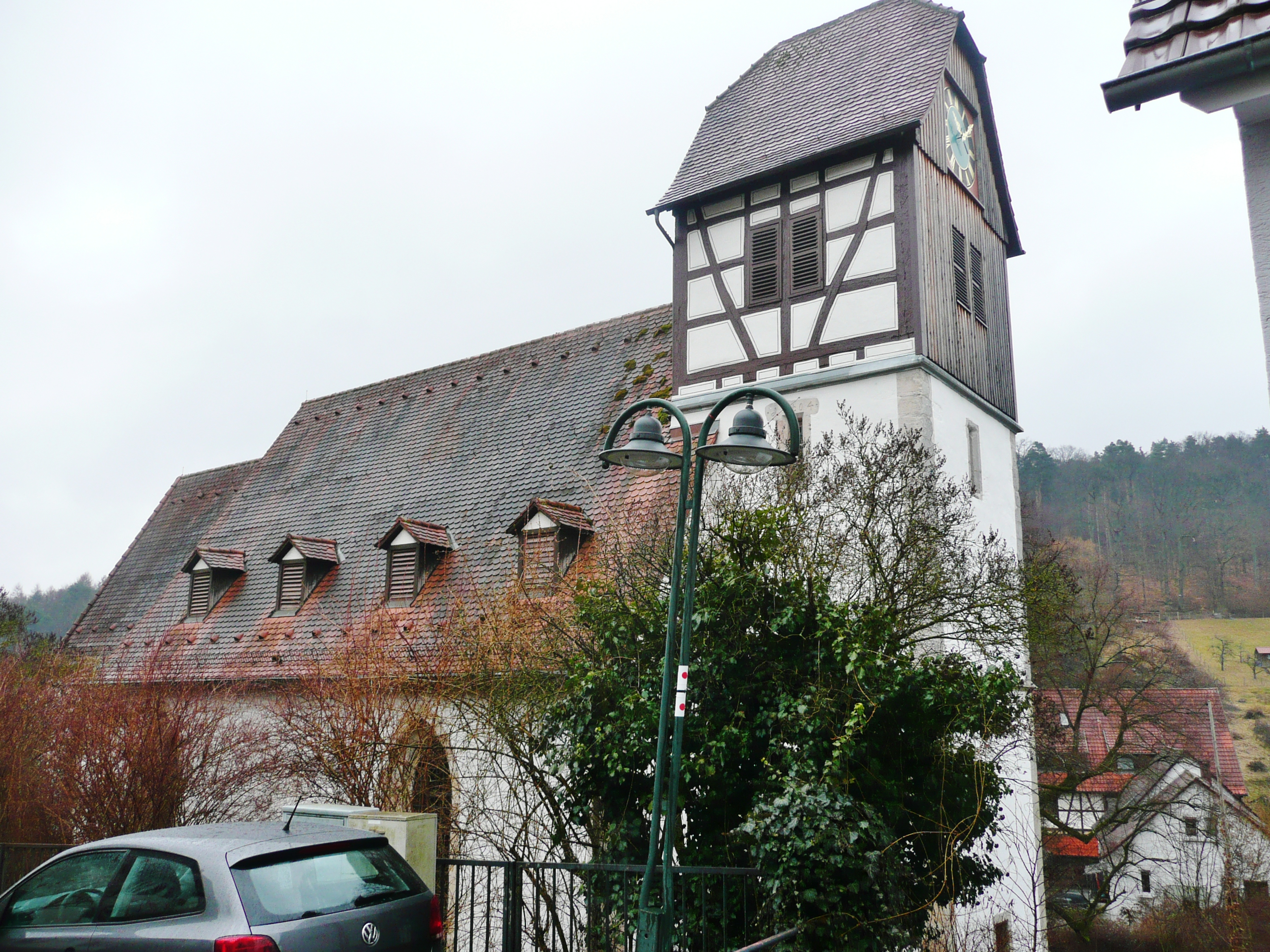
Bernhardskirche in Rohracker

Die Bernhardskirche ist ein geschütztes Kulturdenkmal nach dem Denkmalschutzgesetz in Rohracker, einem Stadtteil des Stadtbezirks Hedelfingen der baden-württembergischen Landeshauptstadt Stuttgart. Die Kirchengemeinde Stuttgart-Rohracker/Frauenkopf gehört zum Kirchenkreis Stuttgart der Evangelischen Landeskirche in Württemberg.

## Beschreibung
Mit dem Bau der Saalkirche wurde 1447 begonnen. Sie besteht aus einem Langhaus, einem eingezogenen, dreiseitig geschlossenen, von Strebepfeilern gestützten Chor im Osten, der Sakristei an seiner Südwand und einem Kirchturm im Westen. Der Turm erhielt 1604 ein Glockengeschoss aus Holzfachwerk mit einem Krüppelwalmdach, in dessen Giebeln sich die Zifferblätter der Turmuhr befinden.
Der Innenraum des Langhauses ist mit einer Flachdecke überspannt, der des Chors mit einem Sterngewölbe und der der Sakristei mit einem Kreuzgewölbe auf Konsolen. Die Orgel mit 15 Registern wurde 1969 von Peter Plum gebaut.